# Castiarina acuminata
Castiarina acuminata es una especie de escarabajo del género Castiarina, familia Buprestidae. Fue descrita científicamente por Kerremans en 1898.